# Fernando Juan Casado

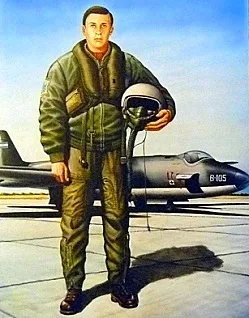
Fernando Juan Casado y un bombardero Canberra de la II Br Aé, según la obra del pintor Exequiel Martínez que se expone en el Museo Nacional de Aeronáutica de Morón.

Fernando Juan Casado (Capital Federal, Argentina; 7 de septiembre de 1945-Puerto Enriqueta, islas Malvinas; 13 de junio de 1982) fue un navegador militar de la Fuerza Aérea Argentina que murió en combate en la guerra de las Malvinas.

## Biografía
Fernando Juan Casado nació en Capital Federal el 7 de diciembre de 1945.
El joven ingresó a la Escuela de Aviación Militar en 1965 y egresó de la misma en 1968 como oficial con el grado de alférez. Siendo cadete conoció a Hilda Leonor Chaparroti, con quien contrajo nupcias y tuvo tres hijos: Sebastián, Hernán y Fernando. El último de ellos nació el 23 de diciembre de 1982, seis meses después de la muerte del padre.
En 1971 Casado ascendió a teniente, en 1974 en primer teniente y en 1978 en capitán. En 1972 pasó a la II Brigada Aérea, donde realizó el Curso de Aviador Militar.
Casado fue corredor de media distancia representando a la Fuerza Aérea Argentina en el Interfuerzas. Ganó numerosas competencias, lo que le valió el apodo de «el avestruz».

### Participación en la guerra de las Malvinas
Tras el desembarco en las islas Malvinas Casado desplegó junto con el Escuadrón de bombarderos Canberra BMK-62 en la Base Aeronaval Almirante Zar de Trelew.
Entre el 27 de abril y el 13 de junio de 1982 participó en 18 vuelos de distintas características, de los cuales al menos tres fueron misiones de combate. En dos de esas oportunidades (el 31 de mayo y el 13 de junio), logró batir posiciones británicas.
El día 13 de abril el capitán Casado participó de su primer vuelo en Malvinas. Posteriormente participó de seis misiones de entrenamiento y relevamiento fotográfico en la zona.
Su primera misión de combate fue el 31 de mayo. Ese día navegó a bordo del Canberra B-108 junto con el capitán Roberto Pastrán. Integraron una formación de cuatro bombarderos que atacó una base británica en Puerto San Carlos.
Durante la batalla final de las Malvinas en junio de 1982 la Fuerza Aérea Sur envió un par de bombarderos Canberra BMK-62 indicativo «Baco» para bombardear a los británicos en Port Harriet House. El capitán Casado fue en el bombardero líder, de matrícula B-108, que era piloteado por el capitán Roberto Pastrán.
El Canberra lanzó MK-17 sobre el blanco. A los pocos segundos del lanzamiento un misil Sea Dart disparado por el HMS Exeter pegó en la parte inferior delantera del fuselaje. El avión se incendió y comenzó a caer. El capitán Pastrán se eyectó y cayó prisionero. El capitán Casado no pudo eyectarse y murió al estrellarse.
Casado fue ascendido a mayor póstumamente y condecorado con la medalla al Valor en Combate, por Ley 25 576 del 11 de abril de 2002.

## Paradero de los restos
Los restos mortales de Fernando Casado se hallaron en febrero de 1986 en una playa de la isla por británicos. Permanecieron en un armario en la estación de policía de Puerto Argentino/Stanley hasta abril de 2008, cuando se descubrió la situación. El gobierno británico pidió disculpas formalmente y los restos fueron trasladados al territorio continental argentino donde se le realizó un análisis de ADN para confirmar su identidad. 
Posteriormente la Fuerza Aérea Argentina hizo una ceremonia para entregar la urna con los restos mortales del mayor Casado a su familia. Fue sepultado en un cementerio en Villa Carlos Paz, provincia de Córdoba.

## Reconocimientos
- En forma póstuma, Fernando Juan Casado fue ascendido al grado militar de mayor.

- Por decreto 577 del año 1983, se le otorgó la medalla “La Nación Argentina al Muerto en Combate”.[11]

- Por ley 24.229 de 1993 se le otorgó la medalla “La Nación Argentina al Valor en Combate”.[12]

- En 1998 fue declarado "héroe nacional" por la ley 24.950,[13] junto con otros combatientes argentinos fallecidos en la guerra de las Malvinas.
- En la Ciudad de Córdoba, en el barrio Santa Isabel, una principal Avenida lleva su nombre.